# Adam Ben Lamin
Adam Karim Ben Lamin, född 2 juni 2001 i Solna, Sverige, är en svensk-tunisisk fotbollsspelare som spelar för tunisiska CS Sfaxien.

## Karriär
I januari 2021 värvades Ben Lamin av Jönköpings Södra, där han skrev på ett treårskontrakt. I februari 2024 blev Ben Lamin klar för CS Sfaxien.